# Claudia Cretti
Claudia Cretti (Lovere, 24 maggio 1996) è una paraciclista, ex ciclista su strada e pistard italiana.

## Carriera
Claudia Cretti incomincia a correre in bici all'età di 6 anni con i colori della GSC Villongo, squadra con la quale vince i campionati italiani in linea di categoria nel 2010 e nel 2011. Nel 2012 passa alla Polisportiva Molinello-Footon Servetto, mentre l'anno successivo corre tra le file della Valcar-PBM. Ai campionati italiani di ciclismo su pista del 2013 conquista il primo posto nell'inseguimento a squadre e nel keirin, convocata in nazionale vince il titolo europeo nello scratch. Nel 2014 ottiene i titoli nazionali nello scratch e nell'inseguimento a squadre e vince una medaglia d'argento nell'inseguimento a squadre al campionato mondiale.
Passa professionista nel 2015 con la Inpa-Bianchi, mentre nel 2017 corre per la Valcar-PBM Elite. Il 6 luglio 2017, durante un tratto di discesa di una tappa del Giro Rosa, cade e picchia violentemente la testa contro un guard rail. Ricoverata d'urgenza nell'ospedale Rummo di Benevento, viene sottoposta a due interventi di craniotomia decompressiva e mantenuta in coma farmacologico. Dopo quasi due settimane viene progressivamente risvegliata dai medici. Il 2 agosto viene trasferita ad un centro riabilitativo di Brescia e il 16 ottobre ritorna a casa.
Nel febbraio del 2019 torna a correre nel paraciclismo grazie alla squadra Born to Win. In questa specialità vince numerosi titoli italiani e compete in gare di livello internazionale. Ai Campionati del mondo di ciclismo 2023 ottiene due medaglie d'argento e una di bronzo. Ai campionati mondiali del 2024 conquista un argento e due bronzi. Pochi giorni dopo entra a far parte del Gruppo Sportivo Fiamme Azzurre.

## Palmarès

### Strada
- 2014 (Valcar-PBM, Juniores)

Trofeo Ernesto Cavalli camicie
- 2017 (Valcar-PBM, una vittoria)

Coppa Caivano (valida come 4ª tappa del Giro della Campania in Rosa)
- 2019 (Born to Win, due vittorie)

Campionati italiani, Prova a cronometro C4
Campionati italiani, Prova in linea C4
- 2021 (Born to Win, una vittoria)

Campionati italiani, Prova in linea C4
- 2022 (Team Equa, due vittore)

Campionati italiani, Prova a cronometro C5
Campionati italiani, Prova in linea C5
- 2023 (Team Equa, due vittore)

Campionati italiani, Prova a cronometro C5
Campionati italiani, Prova in linea C5

### Pista
- 2013 (Valcar-PBM, Juniores)

Campionati italiani, Inseguimento a squadre Juniores
Campionati italiani, Keirin
Campionati europei, Scratch Juniores
- 2014 (Valcar-PBM, Juniores)

Campionati italiani, Scratch Juniores
Campionati italiani, Inseguimento a squadre Juniores
- 2023 (Team Equa, due vittorie)

Campionati italiani, 1 km cronometrato C5
Campionati italiani, Inseguimento individuale (3 km) C5

## Piazzamenti

### Grandi Giri
- Giro d'Italia

2015: 96ª
2017: ritirata

### Competizioni mondiali
Strada
- Campionati del mondo di paraciclismo

Cascais 2021 - Cronometro C5: 7ª
Cascais 2021 - In linea C5: 4ª
Pista
- Campionati del mondo di ciclismo

Seul 2014 - Inseguimento a squadre Juniores: 2ª
- Campionati del mondo di paraciclismo

Saint-Quentin-en-Yvelines 2022 - 200 metri C5: 4ª
Saint-Quentin-en-Yvelines 2022 - Inseguimento individuale (3 km) C5: 7ª
Saint-Quentin-en-Yvelines 2022 - Scratch C5: 5ª
Saint-Quentin-en-Yvelines 2022 - Omnium C5: 5ª
Glasgow 2023 - Inseguimento individuale C5: 3ª
Glasgow 2023 - Scratch C5: 2ª
Glasgow 2023 - Omnium C5: 2ª
Rio de Janeiro 2024 - Inseguimento individuale C5: 3ª
Rio de Janeiro 2024 - Scratch C5: 2ª
Rio de Janeiro 2024 - Omnium: 3ª

### Competizioni europee
- Campionati europei di ciclismo su pista

Anadia 2013 - Scratch Juniores: vincitrice
Anadia 2014 - Scratch Juniores: 3ª
Montichiari 2016 - Inseguimento a squadre U23: 2ª
- Campionati europei di paraciclismo su strada

Rotterdam 2023 - Cronometro C5: 3ª
Rotterdam 2023 - In linea C5: 2ª
- Campionati europei di ciclismo su strada

Nyon 2014 - In In linea Juniores: ritirata